# 溧水经济开发区
溧水开发区，是中华人民共和国江苏省南京市溧水区下辖的一个类似乡级单位。。

## 行政区划
溧水开发区下辖以下居委会：
机场路社区、前进社区和荷花社区。